# فرانچسکو آلبرونی
فرانچسکو آلبرونی (به انگلیسی: Francesco Alberoni) (۳۱ دسامبر ۱۹۲۹–۱۴ اوت ۲۰۲۳) استاد جامعه‌شناسی و روزنامه‌نگار ایتالیایی بود. او از سال ۲۰۰۲ تا ۲۰۰۵ عضو هیئت مدیره و عضو ارشد هیئت مدیره (رئیس) رای (شبکه رادیو تلویزیونی)، شبکه تلویزیونی دولتی ایتالیا بود. آلبرونی از معدود نویسندگان ثابت صفحه اول «کوریره دلا سرا»، محبوب‌ترین روزنامه ایتالیا بود که مقالات او را از سال ۱۹۷۳ تا ۲۰۱۱ منتشر می‌کرد. او سرمقاله‌ای چهار ستونی با عنوان «عمومی و خصوصی» (که از سال ۱۹۸۲ آغاز شد) برای نسخه دوشنبه نوشت. او بیوه رزا جیانتا بود.

## سال‌های اولیه
اگرچه آلبرونی ادعا می‌کرد در مدرسه دانش‌آموزی نمونه و واقعاً کمال‌گرا بوده است ولی اعتراف می‌کرد که از نظم و انضباط نظامی‌مانندی خوشش نمی‌آمد که رژیم فاشیستی بر دانش‌آموزان تحمیل می‌کرد.
براساس زندگینامه‌اش، او یک رهبر ذاتی بود که همیشه برای گروه پسرانی که معمولاً دور او جمع می‌شدند، بازی‌ها و ماجراجویی‌هایی اختراع می‌کرد.
از آنجا که در خانه‌اش کتابی وجود نداشت، او اولین بار پس از پایان جنگ جهانی دوم در سال ۱۹۴۵ شروع به مطالعه کرد: زمانی که ۱۶ ساله بود. بیشتر بعدازظهرها او در کتابخانه شهر مطالعه می‌کرد و موضوع مورد علاقه‌اش، تاریخ و فلسفه بود.
آلبرونی در لیسئو ساینتیفیکو تحصیل کرد و سپس برای تحصیل در رشته پزشکی به پاویا نقل مکان کرد و در آنجا فارغ‌التحصیل شد. در اینجا او همچنین با راهب آگوستینو گملی آشنا شد که مجذوب تفکر و هوش درخشان آلبرونی شده بود و او را به تحصیل در زمینه رفتار اجتماعی سوق داد.
- در طول تحصیل در پاویا، او با وینچنزا پولیسه (۱۹۲۹–۱۹۹۲) آشنا شد و در سال ۱۹۵۸ با او ازدواج کرد. از ازدواجش با وینچنزا پولیسه، او سه فرزند دارد: مارگاریتا (زاده ۱۹۵۹)، فرانچسکا (زاده ۱۹۶۱) و پائولو جیووانی آگوستینو (زاده ۱۹۶۸) که به نام راهب آگوستینو گملی نامگذاری شد.
- سپس او با لورا بونین زندگی کرد که از او صاحب پسر چهارمی شد: جولیو (به نام جد مشهورش نامگذاری شد).
- در سال ۱۹۹۸ با رزا جیانتا، معشوقه سابق معمار ایتالیایی روبرتو گویدوچی ازدواج کرد.

## حرفه دانشگاهی
حرفه دانشگاهی او شامل سمت‌های زیر است:
- استاد کمکی روان‌شناسی در دانشگاه کاتولیک میلان در سال ۱۹۶۰
- استاد کمکی جامعه‌شناسی در سال ۱۹۶۱ و سپس استاد تمام جامعه‌شناسی (دوباره در دانشگاه میلان) در سال ۱۹۶۴
- عضو کمیته دو ملیتی بنیاد اولیوتی-بنیاد فورد شورای تحقیقات علوم اجتماعی
- رئیس دانشگاه ترنتو (ایتالیا) از سال ۱۹۶۸ تا ۱۹۷۰.
- استاد در دانشگاه لوزان، دانشگاه کاتانیا و سپس دوباره در دانشگاه میلان (۱۹۷۸)
- معلم سابق دانشگاه IULM. او تا سال ۲۰۰۱ مدیر مدرسه بود.
- عضو هیئت مدیره چینه‌چیتا سینمای رم (۲۰۰۲–۲۰۰۵)
- رئیس مرکز تجربی فیلم‌برداری سینمایی (۲۰۰۳–فعلی)

## مرگ
آلبرونی در ۱۴ اگوست ۲۰۲۳ در ۹۳ سالگی بر اثر بیماری کلیوی در بیمارستان پلیس در میلان ایتالیا درگذشت.

## آثار منتشر شده

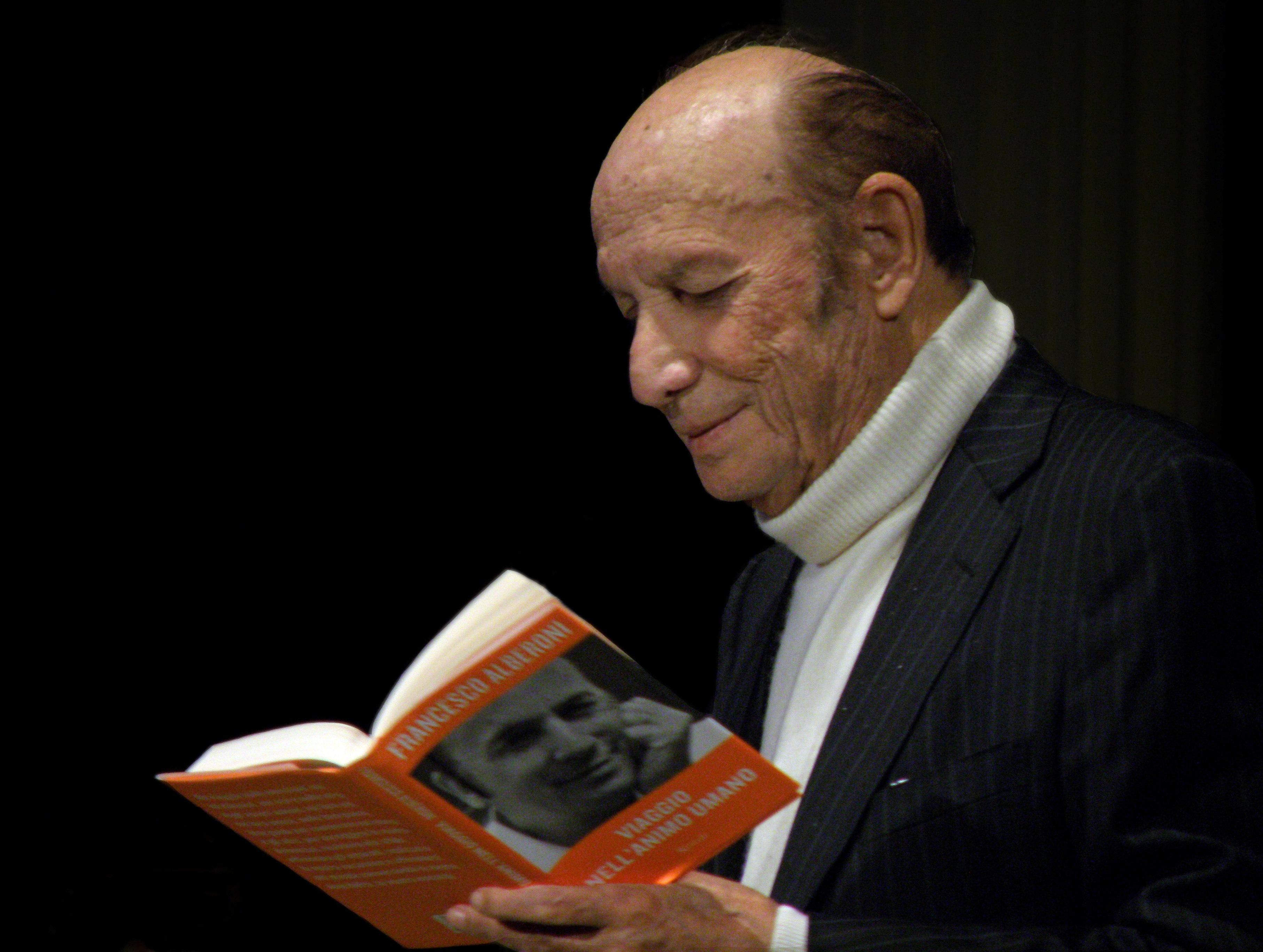
فرانچسکو آلبرونی در حال خواندن کتابش در تئاتر سن بابیلا، میلان، ۲۰۱۲

کتاب‌های آلبرونی هم در ایتالیا و هم در خارج از کشور موفقیت بزرگی داشته‌اند. در کشورهایی مانند ژاپن، اسپانیا، فرانسه، دانمارک، برزیل، سوئد و بسیاری دیگر مانند ترکیه و اسرائیل ترجمه شده‌اند.
آلبرونی مطالعات متعددی در مورد جامعه‌شناسی جنبش‌ها و افراد، و به ویژه در مورد ماهیت عشق و روابط بین افراد و گروه‌ها انجام داده است.
- جنبش و نهاد: سنگ بنای آلبرونی در «جنبش و نهاد» یافت می‌شود که از اولین کتاب‌ها در مورد تحلیل جامعه‌شناختی جنبش‌ها، شروع، توسعه و پایان آنها است. این کتاب به عنوان نقطه عطفی در تحلیل جنبش‌های اجتماعی در نظر گرفته شده است. مفهومی که در اینجا توسعه یافته است، اصطلاحاً «وضعیت نوپا» است، «وضعیت نوپا»، لحظه‌ای که در آن رهبری، ایده‌ها و ارتباطات گرد هم می‌آیند و تولد جنبش‌ها را تحریک می‌کنند.
- مصرف و جامعه: پس از این اثر اولیه، کتاب «مصرف و جامعه» منتشر شد که به رشد مدارس بازاریابی در ایتالیا کمک کرد.
- عاشق شدن: در سال ۱۹۷۹، آلبرونی کتاب پرفروش خود با عنوان عاشق شدن را منتشر کرد.[۲] او در این کتاب که ایده‌ها و مدل‌های نظری «جنبش‌ها و نهادها» را بیشتر توسعه و گسترش می‌دهد، باورمند است که تجربه عاشق شدن در اصل حالت نوپا (یا «حالت اشتعال») یک جنبش جمعی است که منحصراً از دو نفر تشکیل شده است. با این حال، این بار، آلبرونی موضوع را با جزئیات بیشتری بررسی می‌کند و تا حد امکان از زبان داستان‌های عاشقانه بجای اصطلاحات انتزاعی روانکاوی یا جامعه‌شناسی استفاده می‌کند. این کتاب که به شدت علمی و در عین حال نوآورانه در زبان‌شناسی بود، به یک کتاب پرفروش بین‌المللی تبدیل شد که به بیست زبان ترجمه شده است. با وجود بیش از ده چاپ، هنوز در ایتالیا چاپ می‌شود.
- آثار بعدی آلبرونی، «دوستی» محصول ۱۹۸۴ و «اروتیسم» محصول ۱۹۸۶ بودند که در آنها به مقایسه شهوانیت مردانه و زنانه می‌پردازد.
- پس «پرواز عروسی» (گارزانتی، میلان، ۱۹۹۲) را خلق کرد که در آن نگاه دقیق‌تری به عشق‌های دوران قبل از نوجوانی و جوانی به ستاره‌های سینما و سپس به گرایش عمومی زنان به جستجوی معشوق‌های برتر انداخت.

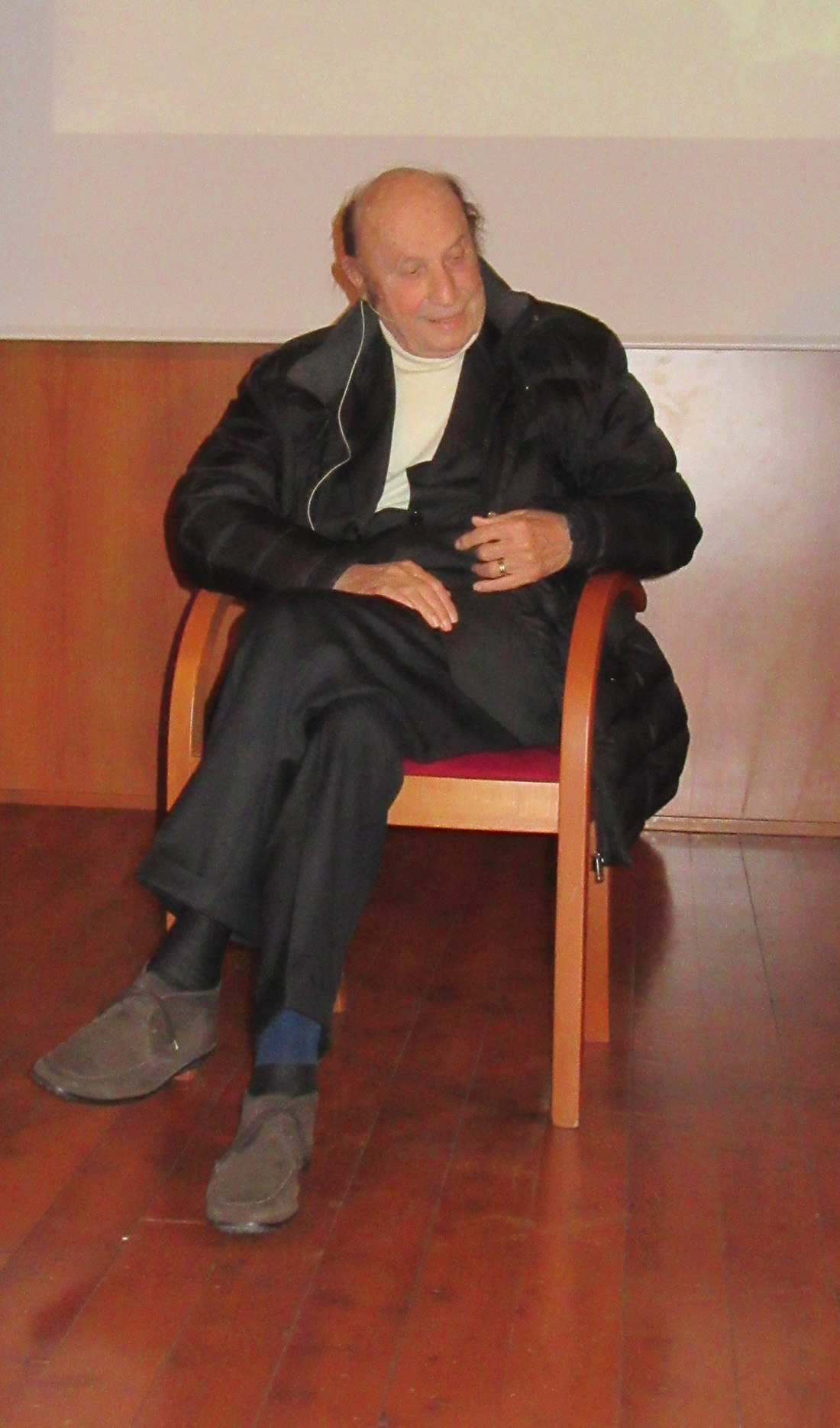
فرانچسکو آلبرونی در کودونیو، ۱۱ دسامبر ۲۰۱۶

- کتاب‌های جامعه‌شناسی او شامل «پیدایش» (۱۹۸۹) است که نظریه‌های او را در مورد تجربه بنیادی دولت نوپا، تفاوت بین دولت نوپا و نیروانا، مفهوم دموکراسی و آن چیزی را  نشان می‌دهد که او «تمدن‌های فرهنگی» می‌نامد.
- مجموعه مقالات کوتاه در مورد جنبش‌های جمعی، که تعدادی از آنها در «منشا رویاها» (میلان، ۲۰۰۰) گنجانده شده است، بعدها تحت عنوان مناسب‌تر «نظریه‌های من و زندگی من» منتشر شدند. مقالات او از «پیک عصر» معمولاً توسط ریزولی در قالب کتاب گردآوری می‌شوند. کتاب‌های او که از مقالات روزنامه تشکیل شده‌اند، توسط برخی منتقدان به عنوان کتاب‌هایی فاقد تحلیل علمی و ظاهراً به توصیه‌های کلیشه‌ای در مورد زندگی امروزی و مسائل عاشقانه تقلیل یافته‌اند. جدیدترین کتاب‌های او توسط منتقدان، هم به دلیل اصالت محتوا و هم به دلیل سبک نگارش، نوآورانه و قابل توجه تلقی می‌شوند.
- به طور خاص، «راز عاشق شدن» در بخش دوم رساله، نقدی بدیع بر مهم‌ترین نظریه‌های عاشق شدن، به ویژه با اشاره به مکتب اجتماعی فرانسه، ارائه می‌دهد.
- «سکس و عشق» نخستین تحلیل سیستماتیک در این زمینه است و در رویکرد آن به این موضوع، پیشرفتی محسوب می‌شود.